# 스타라이트
스타라이트(영어: Starlite)는 극도의 열에 견디고 단열할 수 있다고 주장되는 팽대화 물질이다. 1970년대와 1980년대 영국의 미용사이자 아마추어 화학자 모리스 워드(1933~2011)에 의해 발명되었으며, 1990년 BBC의 과학기술쇼 투모로우즈 월드(Tomorrow's World)에서 방영된 보도 자료를 통해 상당한 주목을 받았다. 스타라이트라는 이름은 모리스 워드의 손녀 킴벌리에 의해 만들어졌다.
미국 회사인 Thermashield, LLC는 2013년에 스타라이트에 대한 권리를 획득했고 복제했다고 주장한다. 이 회사는 공개적으로 기술을 시연하고 제3자에 의해 샘플을 테스트한 유일한 회사이다.

## 같이 보기
- 잃은 발명품(영어판)
- 트로이 허튜비스(영어판)